# Константин (син на Василий I)
Вижте пояснителната страница за други личности с името Константин.
Константин (на гръцки: Κωνσταντῖνος, Konstantin, Constantine; * ок. 859, † 3 септември 879) е съимператор (symbasileus) на Източната римска империя (Византия) от 868 г. (6 януари или 10 февруари) до смъртта си през 879 г.

## Биография
Той е първият и любим син на Василий I Македонец (упр. 867 – 886) и първата му съпруга Мария, която е майка и на по-голямата му сестра Анастасия, както и на по-малък брат на име Варда. Негови братя са императорите Лъв VI Премърди и Александър III и патриарх Стефан I, родени, както и сестрите му Анна, Хелене (Елена) и Мария, от мащехата му Евдокия Ингерина. След обявяването му за съимператор е изобразяван на византийски монети в компанията на баща си и на втората си майка.
През 869 г. Василий планира да го ожени за Ерменгарда, дъщеря на италианския крал Лудвиг II, с цел скрепяване на съюз за общи действия срещу сарацините. Сътрудничеството им се увенчава с успех, с отвоюването от арабите на градовете Бари, Таранто и други земи в Южна Италия, но докато престолонаследникът порасне, плановете за женитбата стават неактуални и около 876 г. принцесата става съпруга на Бозон Виенски. През 878 г. Константин придружава баща си при завладяването на павликянския град Тефрике, в Мала Азия, който е сринат до основи. На следващата година Константин умира от тежка болест. Малко след смъртта си е канонизиран от патриарх Фотий I за светец.